# Хрисоэлефантинная скульптура
Хрисоэлефантинная скульптура (от др.-греч. χρυσός — золото и ἐλέφας «слоновая кость»; вариант — хризоэлефантинная) — скульптура из золота и слоновой кости. Была характерна для античного искусства (преимущественно колоссальные статуи богов). Состояла из деревянного каркаса, на который наклеивались пластины из слоновой кости, передававшие обнажённое тело; из золота исполнялись одежда, оружие, волосы.

## Античные статуи

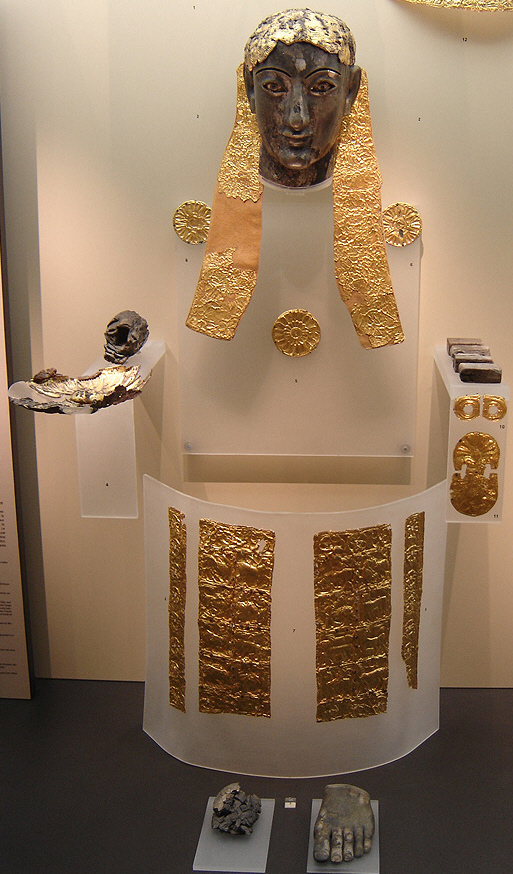

В античных источниках упоминается около 200 хрисоэлефантинных статуй. Ни одна из этих описанных в литературе скульптур не сохранилась, некоторые известны по копиям в камне.
- Статуя Зевса в Олимпии — одно из семи чудес Древнего Мира работы Фидия
- «Афина Парфенос» того же мастера
- статуи царей Македонской династии для Филиппейона (Олимпия) работы Леохара
- статуя Геры в аргосском Герейоне работы Поликлета

Также в этой технике работали такие мастера, как Каламид.
В настоящее время археологами найдено около 40—50 вещей (в основном фрагментов). Сохранившиеся образцы хрисоэлефантинной техники можно увидеть, например, в Дельфийском археологическом музее. Это несколько голов периода архаики и ранней классики. Слоновая кость потемнела от времени, и поэтому эти статуи — чёрные.

## Хрисоэлефантин в искусстве Нового Времени

### Скульптура из бронзы и слоновой кости
На рубеже XIX—XX веков термин «хрисоэлефантин» стал обозначать не только сочетание золота и слоновой кости, но также сочетание слоновой кости в комбинации с каким-либо другим материалом, преимущественно с бронзой или серебром.
Широкое распространение скульптуры из бронзы и слоновой кости в начале XX века было связано с началом импорта этого материала из Бельгийского Конго и снижением цен на слоновую кость.

### Искусство ар-деко
В 1920-е — 1930-е годы скульптуры из бронзы и слоновой кости стали визитной карточной стиля ар-деко в декоративно-прикладном искусстве, завоевали широкую популярность во Франции, Германии и Австрии. Антикварный интерес к предметам из бронзы и слоновой кости возник в 1970-е годы, а начиная с 1990-х эти уникальные изделия стали хитами продаж ведущих аукционов мира.

#### Классификация изделий
По мнению Виктора Арваса (нем.), скульптуры из бронзы и слоновой кости могут дифференцированы на 4 основных стилистических направления:
- театрализованные (hieratic)
- натуралистические скульптуры (naturalistic)
- эротические (erotic)
- стилизованные (stylized)

В свою очередь, классификация Арваса может быть дополнительно дифференцирована, 4 градации стиля могут быть разделены на более мелкие подгруппы.

##### Театрализованные скульптуры
Театрализованные скульптуры включают в себя, с одной стороны, величественные и элегантные фигуры, в которых ещё часто сохраняется настроение мистики и символизма стиля модерн, и роскошные фигуры танцовщиц, созданные под влиянием «Русских балетов», часто представленные в острой фиксации застывших, четко остановленных движений. Главными представителями театрализованного направления в скульптуре являются Дмитрий Чипарус и Клер Жанн Робер Колине (фр.). К театрализованным скульптурам относятся изображения танцовщиков, изображения античных богинь, персонификации различных понятий, а также обнаженные фигуры.

##### Натуралистические скульптуры
К разряду натуралистических скульптур Арвас относит скульптуры Фердинанда Прайсса (нем.) и Отто Поерцеля (нем.), подразумевая большую конкретность и жизненное правдоподобие в изображении персонажей. Большую часть этой группы занимает спортивная тематика, кроме того, сюда же следует отнести изображения звёзд сцены и кино, исторических лиц, героев литературы, изображение повседневных светских сцен, крестьянский жанр и изображения детей. Порой скульпторы изображали людей настолько конкретно, что прототип может быть узнан по фотографиям.

##### Эротические скульптуры
К разряду эротической скульптуры Арвас относит творчество Бруно Зака (нем.) и Доротеи Шарол (нем.). Эти художники воплощали образ femme fatale своего времени: раскрепощенной, эмансипированной, уравнявшейся в правах, завоевавшей право на свободное и даже вульгарное поведение.

##### Стилизованные скульптуры
Главные представители стилизованного направления — Пьер Ле Фагои (фр.), Поль Филипп (нем.) и Александр Келети (фр.). Эти художники испытали влияние кубизма, футуризма, увлечения техницизмом современной цивилизации. Фагои и Келети разработали стилистические черты, которые составили основу международного варианта ар-деко и преобразовались в американский вариант ар-деко — «модернистик».

### Об Античности
- Kenneth D. S. Lapatin. «Chryselephantine Statuary in the Ancient Mediterranean World», 2001. Вступление в pdf

### Об ар-деко
- Victor Arwas. «Art deco». London, 1992
- Victor Arwas. «Art Deco Sculpture: Chryselephantine Statuettes of the Twenties and Thirties», London, 1975
- Bryan Catley, «Art Deco and other Figures». Woodbridge, Suffolk, 1978
- Alberto Shayo. «Chiparus: Master of Art Deco». New York, 1993  Архивная копия от 27 сентября 2013 на Wayback Machine
- Alberto Shayo. «Ferdinand Preiss: Art Deco sculptor». Woodbridge, Suffolk, 2005  Архивная копия от 27 сентября 2013 на Wayback Machine
- Harold Berman. «Bronzes: sculptors and founders. 1800—1830». Chicago, 1933  Архивная копия от 27 сентября 2007 на Wayback Machine